# Lupicinus van Lauconne
De heilige Lupicinus (Bourgondië, ca. 400 - Saint-Claude, ca. 480) was een broer van de H. Romanus van Condat. Samen leidden zij een monnikengemeenschap, waartoe ook de heilige Eugendus behoorde. Romanus en Lupicinus stichtten verschillende kloosters, zoals de abdij van Condat (waaruit later de stad Saint-Claude in de Jura zou groeien), Lauconne (later Saint-Lupicin omdat Lupicinus daar begraven werd), La Balme (of La Baume) (later Saint-Romain-de-Roche, gemeente Pratz), waar Romanus begraven werd, en Romainmôtier (Romanum monasterium) in het kanton Vaud in Zwitserland. 
Zijn feestdag is op 21 maart.